# JAG – Becsületbeli ügyek
A JAG – Becsületbeli ügyek (JAG, Judge Advocate General/Legfőbb Katonai Ügyészség) amerikai jogi témájú televíziós drámasorozat, melyet a Belisarius Productions készített a Paramount Network Television-nel (később CBS) együttműködve. Az első évadot az NBC Productions támogatta. Az eredeti elképzelések szerint a sorozat a Top Gun és az Egy becsületbeli ügy című filmek mintegy összeolvasztása lett volna. Az első epizódot 1995. szeptember 23-án vetítette az NBC csatorna, de 1996. május 22-én a gyenge nézettségre való tekintettel törölték a műsorról. 1997. január 3-ától egy rivális társaság, a CBS tűzte műsorára. A sorozat 10 évadon keresztül futott, összesen 227 epizódon keresztül, több mint 100 országban.

## Történet
A sorozat a Katonai Főügyészség tisztjeiről szól, akik a katonai és nemzetközi törvények betartásáért, valamint saját életükkel is küzdenek. A kezdeti időszakban a sorozat nagyban támaszkodott a hollywoodi kellékesek ruhatárára, illetve a korábbi háborús és tengerészeti témájú filmek felvételeire (pl.: Top Gun, Vadászat a Vörös Októberre, Végveszélyben). Az amerikai Védelmi Minisztérium később felismerte a sorozat pozitív hatását a katonák és a minisztérium imidzsét illetően, ezért hivatalosan is támogatást nyújtottak a készítőknek, elérhetővé téve katonai helyszíneket és eszközöket a forgatáshoz. Ezidáig a JAG az egyetlen sorozat, amelyet a Haditengerészet és a Tengerészgyalogság is támogatott. Már az első résztől kezdve a sorozat történeti szála a valós események köré épül, például a boszniai háború hatásai, a USS Cole (DDG 67) elleni támadás, a 2001. szeptember 11-ei történések, illetve az ezt követő "Harc a terrorizmus ellen" program.
David James Elliott bejelentése után - miszerint el kívánja hagyni a sorozatot -, Donald P. Bellisario azon kezdett munkálkodni, hogy a 11. évadot átnevezze és átszerkessze. A JAG: San Diego forgatókönyve szerint az eddigi színészek megtarthatták volna szerepeiket, így Catherine Bell, Patrick Labyorteaux és Zoe McLellan maradtak volna Mackenzie ezredes, Roberts őrnagy és Coates altiszt. A visszatérő szereplők, David Andrews, Chris Beetem, Karri Turner, illetve Jennifer Savidge rendszeres karakterekké váltak volna, így a sorozatba épült volna Cresswell vezérőrnagy, Vukovic őrnagy , Simms őrnagy, valamint Helfman parancsnok. Az epizódok kezdetekor így alakult volna a bemutatási sorrend: Főszerepben Catherine Bell, Chris Beetem, Patrick Labyorteaux, Zoe McLellan, David Andrews, illetve Karri Turner és Jennifer Savidge.

## Főbb szerepek
A történet központja Ifj. Harmon "Harm" Rabb parancsnok(David James Elliott) és Sarah "Mac" MacKenzie alezredes (Catherine Bell). Bell már vendégszerepelt a sorozat első évadjának utolsó epizódjában ("Hiányos legénység"): ő játszotta azt a tengerészeti tisztet, akivel Rabbnek lett volna találkozója. A nőt azonban megölték és Harm keveredett gyanúba. A készítők ezt a történeti szálat használták fel később, amikor a férfi megismerkedik Sarah MacKenzie őrnaggyal. Rabb parancsnoki előléptetése az utolsó részek egyikében valósul meg. Harm és Mac egymás iránt érzett nyilvánvaló szerelme, melynek nem szabad beleszólnia a szakmai kapcsolatukba, a sorozat egyik fő témája.
Elliott a sorozat '95-ös kezdete óta alakította Harmon Rabb karakterét. Rabb eredeti társa Caitlin Pike hadnagy volt, akit Andrea Parker testesített meg. A színésznő azonban A Kaméleon című sorozatba szerződött (később visszatért vendégszereplőként 3 epizód erejéig), így helyébe Tracey Needham lépett, mint Meg Austin hadnagy. Needham 1996-ban hagyta el a sorozatot, így a második évadban már Catherine Bell szerepelt.
A többi szereplő közé tartozik Bud Roberts főhadnagy (Patrick Labyorteaux), a sorozat elején még, mint közügyekért felelős zászlós szolgált a USS Seahawk (CVN-65) fedélzetén, majd kezdő ügyész lett a Katonai Főügyészségen. A Seahawkon töltött szolgálata alatt ismerkedett meg későbbi feleségével, Harriet Simms zászlóssal , akit Karri Turner alakít. Harriet végül adminisztratív tiszt lesz, szintén a Főügyészségen. Bud testi és szóbeli ügyetlensége, illetve furcsa érdeklődési köre (óriási Star Trek rajongó, lenyűgözik a paranormális jelenségek, valamint nagy számítógép-guru) okán, felesége anyáskodó természetével együtt gyakori humorforrás volt. Bud ügyefogyottsága aztán idővel alábbhagyott; jobb lábának alsó felét elveszítette Afganisztánban, miközben egy kisfiút próbált kimenteni egy aknamezőről. Tetteiért megkapta a Bíbor Szívet, később pedig műláb segítségével visszatérhetett részleges szolgálatba.
Nanci Chambers, David James Elliott felesége játszotta Loren Singer zászlóst ,később  hadnagyot. Singert elemésztette saját olthatatlan vágya a szakmai előrehaladásban, miközben ez nem egyszer mások kárára szolgált. Gyakran került összeütközésbe a többi szereplővel. Ez a rosszmájúság abban az epizódban tetőzik, amelyben Singer megpróbálja Harriet vallomását érvényteleníteni azzal, hogy Harriet kisbabájának halálát emlegeti. Egy későbbi részben azonban Simms visszavág Lorennek, és szó szerint kiüti a nőt. Singert végül meggyilkolják, a gyanúsított Harm lesz, de sikerül tisztáznia magát (ez egy két részes epizódban történik, amely az NCIS sorozat pilotjaként is értelmezhető; ez a történeti szál visszavezethető az első évad utolsó részére, ahol ugyancsak az NCIS "jóvoltából" keveredik gyanúba a főhős).
Trevor Goddard játszotta Mic Brumby alparancsnok 1998 és 2001 között, a történet előrehaladtával MacKenzie ezredeshez szerelmi szálak fűzik. A színész 2003-ban bekövetkezett halála után a sorozat megemlékezett Goddardról, újrajátszva egy korábbi jelenetet, melyben Mic Ausztráliába való visszatérése előtt egy búcsúpartin vesz részt, ahol a szereplők együtt éneklik a "Waltzing Matilda"-t, egy ausztrál népdalt.
| Évad | JAG                                                                                | Rangidős Ügyész                                         | Ügyész | Ügyész                                                       | Ügyész                                                             | Ügyész | Írnok                                                                                                | Írnok                                                                            | Irodai asszisztens                                                     | CIA összekötő tiszt                                           |
| ---- | ---------------------------------------------------------------------------------- | ------------------------------------------------------- | --- | ------------------------------------------------------------ | ------------------------------------------------------------------ | --- | --- | -------------------------------------------------------------------------------- | ---------------------------------------------------------------------- | ------------------------------------------------------------- |
| 1    | A.J. Chegwidden admirális, USN, JAGC (John M. Jackson; Barbinek Péter, Papp János) | Allison Krennick admirális, USN, JAGC (Andrea Thompson) | Harmon Rabb hadnagy// főhadnagy // őrnagy/ parancsnok, USN, JAGC (David James Elliott; László Zsolt, Lux Ádám) | Meg Austin hadnagy, USN, JAGC (Tracey Needham; Györgyi Anna) | Caitlin Pike hadnagy // főhadnagy, USN, JAGC (Andrea Parker)       | Bud Roberts alhadnagy// hadnagy// főhadnagy// őrnagy, USN, JAGC (Patrick Labyorteaux; Stohl András, Sótonyi Gábor) | Betöltetlen                                                                                          | Betöltetlen                                                                      | Betöltetlen                                                            | Nem létező beosztás                                           |
| 2    | A.J. Chegwidden admirális, USN, JAGC (John M. Jackson; Barbinek Péter, Papp János) | Harmon Rabb parancsnok, USN, JAGC (David James Elliott) | Sarah Mackenzie őrnagy, USMC, JAGC (Catherine Bell; Tóth Auguszta)                                             | Betöltetlen                                                  | Betöltetlen                                                        | Bud Roberts alhadnagy// hadnagy// főhadnagy// őrnagy, USN, JAGC (Patrick Labyorteaux; Stohl András, Sótonyi Gábor) | Betöltetlen                                                                                          | Jason Tiner első osztályú altiszt, USN, JAGC (Chuck Carrington; Markovics Tamás) | Harriett Sims alhadnagy// hadnagy// főhadnagy, USN, OIG (Karri Turner) | Clayton Webb különleges ügynök // igazgató, CIA (Steven Culp) |
| 3    | A.J. Chegwidden admirális, USN, JAGC (John M. Jackson; Barbinek Péter, Papp János) | Harmon Rabb parancsnok, USN, JAGC (David James Elliott) | Sarah Mackenzie őrnagy, USMC, JAGC (Catherine Bell; Tóth Auguszta)                                             | Betöltetlen                                                  | Betöltetlen                                                        | Bud Roberts alhadnagy// hadnagy// főhadnagy// őrnagy, USN, JAGC (Patrick Labyorteaux; Stohl András, Sótonyi Gábor) | Betöltetlen                                                                                          | Jason Tiner első osztályú altiszt, USN, JAGC (Chuck Carrington; Markovics Tamás) | Harriett Sims alhadnagy// hadnagy// főhadnagy, USN, OIG (Karri Turner) | Clayton Webb különleges ügynök // igazgató, CIA (Steven Culp) |
| 4    | A.J. Chegwidden admirális, USN, JAGC (John M. Jackson; Barbinek Péter, Papp János) | Harmon Rabb parancsnok, USN, JAGC (David James Elliott) | Sarah Mackenzie őrnagy, USMC, JAGC (Catherine Bell; Tóth Auguszta)                                             | Betöltetlen                                                  | Mic Brumby parancsnokhelyettes , RAN, JAGC (Trevor Goddard)        | Bud Roberts alhadnagy// hadnagy// főhadnagy// őrnagy, USN, JAGC (Patrick Labyorteaux; Stohl András, Sótonyi Gábor) | Betöltetlen                                                                                          | Jason Tiner első osztályú altiszt, USN, JAGC (Chuck Carrington; Markovics Tamás) | Harriett Sims alhadnagy// hadnagy// főhadnagy, USN, OIG (Karri Turner) | Clayton Webb különleges ügynök // igazgató, CIA (Steven Culp) |
| 5    | A.J. Chegwidden admirális, USN, JAGC (John M. Jackson; Barbinek Péter, Papp János) | Sarah Mackenzie alezredes, USMC, JAGC (Catherine Bell)  | Harmon Rabb őrnagy// parancsnok, USN, JAGC (David James Elliott)                                               | Loren Singer hadnagy, USN, JAGC (Nanci Chambers)             | Mic Brumby parancsnokhelyettes , RAN, JAGC (Trevor Goddard)        | Bud Roberts alhadnagy// hadnagy// főhadnagy// őrnagy, USN, JAGC (Patrick Labyorteaux; Stohl András, Sótonyi Gábor) | Betöltetlen                                                                                          | Jason Tiner első osztályú altiszt, USN, JAGC (Chuck Carrington; Markovics Tamás) | Harriett Sims alhadnagy// hadnagy// főhadnagy, USN, OIG (Karri Turner) | Clayton Webb különleges ügynök // igazgató, CIA (Steven Culp) |
| 6    | A.J. Chegwidden admirális, USN, JAGC (John M. Jackson; Barbinek Péter, Papp János) | Sarah Mackenzie alezredes, USMC, JAGC (Catherine Bell)  | Harmon Rabb őrnagy// parancsnok, USN, JAGC (David James Elliott)                                               | Loren Singer hadnagy, USN, JAGC (Nanci Chambers)             | Mic Brumby parancsnokhelyettes , RAN, JAGC (Trevor Goddard)        | Bud Roberts alhadnagy// hadnagy// főhadnagy// őrnagy, USN, JAGC (Patrick Labyorteaux; Stohl András, Sótonyi Gábor) | Betöltetlen                                                                                          | Jason Tiner első osztályú altiszt, USN, JAGC (Chuck Carrington; Markovics Tamás) | Harriett Sims alhadnagy// hadnagy// főhadnagy, USN, OIG (Karri Turner) | Clayton Webb különleges ügynök // igazgató, CIA (Steven Culp) |
| 7    | A.J. Chegwidden admirális, USN, JAGC (John M. Jackson; Barbinek Péter, Papp János) | Sarah Mackenzie alezredes, USMC, JAGC (Catherine Bell)  | Harmon Rabb őrnagy// parancsnok, USN, JAGC (David James Elliott)                                               | Loren Singer hadnagy, USN, JAGC (Nanci Chambers)             | Sturgis Turner parancsnok, USN, JAGC (Scott Lawrence; Varga Tamás) | Bud Roberts alhadnagy// hadnagy// főhadnagy// őrnagy, USN, JAGC (Patrick Labyorteaux; Stohl András, Sótonyi Gábor) | Jennifer Coates első osztályú altiszt // másodosztályú altiszt, USN, JAGC (Zoe McLellan; Böhm Anita) | Jason Tiner első osztályú altiszt, USN, JAGC (Chuck Carrington; Markovics Tamás) | Harriett Sims alhadnagy// hadnagy// főhadnagy, USN, OIG (Karri Turner) | Clayton Webb különleges ügynök // igazgató, CIA (Steven Culp) |
| 8    | A.J. Chegwidden admirális, USN, JAGC (John M. Jackson; Barbinek Péter, Papp János) | Sarah Mackenzie alezredes, USMC, JAGC (Catherine Bell)  | Harmon Rabb őrnagy// parancsnok, USN, JAGC (David James Elliott)                                               | Loren Singer hadnagy, USN, JAGC (Nanci Chambers)             | Sturgis Turner parancsnok, USN, JAGC (Scott Lawrence; Varga Tamás) | Bud Roberts alhadnagy// hadnagy// főhadnagy// őrnagy, USN, JAGC (Patrick Labyorteaux; Stohl András, Sótonyi Gábor) | Jennifer Coates első osztályú altiszt // másodosztályú altiszt, USN, JAGC (Zoe McLellan; Böhm Anita) | Jason Tiner első osztályú altiszt, USN, JAGC (Chuck Carrington; Markovics Tamás) | Harriett Sims alhadnagy// hadnagy// főhadnagy, USN, OIG (Karri Turner) | Clayton Webb különleges ügynök // igazgató, CIA (Steven Culp) |
| 9    | A.J. Chegwidden admirális, USN, JAGC (John M. Jackson; Barbinek Péter, Papp János) | Sarah Mackenzie alezredes, USMC, JAGC (Catherine Bell)  | Harmon Rabb őrnagy// parancsnok, USN, JAGC (David James Elliott)                                               | Betöltetlen                                                  | Sturgis Turner parancsnok, USN, JAGC (Scott Lawrence; Varga Tamás) | Bud Roberts alhadnagy// hadnagy// főhadnagy// őrnagy, USN, JAGC (Patrick Labyorteaux; Stohl András, Sótonyi Gábor) | Jennifer Coates első osztályú altiszt // másodosztályú altiszt, USN, JAGC (Zoe McLellan; Böhm Anita) | Jason Tiner első osztályú altiszt, USN, JAGC (Chuck Carrington; Markovics Tamás) | Harriett Sims alhadnagy// hadnagy// főhadnagy, USN, OIG (Karri Turner) | Clayton Webb különleges ügynök // igazgató, CIA (Steven Culp) |
| 10   | Gordon "Biff" Cresswell vezérőrnagy, USMC, JAGC (David Andrews)                    | Sarah Mackenzie alezredes, USMC, JAGC (Catherine Bell)  | Harmon Rabb őrnagy// parancsnok, USN, JAGC (David James Elliott)                                               | Betöltetlen                                                  | Sturgis Turner parancsnok, USN, JAGC (Scott Lawrence; Varga Tamás) | Bud Roberts alhadnagy// hadnagy// főhadnagy// őrnagy, USN, JAGC (Patrick Labyorteaux; Stohl András, Sótonyi Gábor) | Jennifer Coates első osztályú altiszt // másodosztályú altiszt, USN, JAGC (Zoe McLellan; Böhm Anita) | Betöltetlen                                                                      | Harriett Sims alhadnagy// hadnagy// főhadnagy, USN, OIG (Karri Turner) | Clayton Webb különleges ügynök // igazgató, CIA (Steven Culp) |

## A sorozat vége
2005-ben David James Elliott bejelentette, hogy otthagyja a sorozatot. A producerek David hiányát fiatalabb színészek bemutatásával (pl. Chris Beetem) próbálták orvosolni, illetve szó esett arról is, hogy a sorozat helyszíne a san diego-i haditengerészeti bázis lesz. Mindezek ellenére a CBS bejelentette a JAG műsorról való levételét 2005. április 4-én. Az utolsó rész, a "Jó szelek és széles tengerek" 2005. április 29-én került adásba, melyben Harm és Mac két külön állomáson kap beosztást: Harm Londonban, míg Sarah San Diegóban. Végül szembenéznek az érzelmeikkel és eldöntik, összeházasodnak. Az epizód végén egy érmefeldobással döntik el, melyikük adja fel karrierjét a másik érdekében, azonban, hűen a JAG hagyományaihoz, a dobás eredményét már nem láthatjuk.

## A filmben szereplő hajók
Szinte az összes részben akad olyan jelenet, amely valamelyik repülőgép-hordozón játszódik; ezek a jelenetek valódi repülőgép-hordozókon kerültek forgatásra. A leggyakrabban használt hajó a USS Forrestal (CV-59) volt, amely az Egyesült Államok Haditengerészetének kiképző pontjaként szolgált abban az időben. A Nimitz osztályú hordozók nagy része is feltűnik egy, vagy több epizódban. A USS Saratoga (CV-60), a USS Enterprise (CVN–65) és a USS John F. Kennedy (CV-67) szintén szerepelnek a sorozatban.
A USS Enterprise több részben szolgált a kitalált USS Seahawk megtestesítőjeként. A USS Forrestal és a USS Dwight D. Eisenhower (CVN-69) szintén a Seahawk megfelelője volt, mindkettő a negyedik évadban, egy-egy epizód erejéig. Az Enterprise fedélzetén forgatott jeleneteken a stáb összes tagja USS Seahawk feliratú sapkát viselt, melyen az eredeti CVN-65 árbócszám szerepelt.
A USS Forrestal több ízben jutott másodlagos szerephez, ezek közül a legjelentősebb a nem létező USS Reprisal alakítása volt. Ezen részekben a legénység sapkáján a CV-35 árbócszám volt olvasható, mely szám teljességgel kilógott a Haditengerészet aktív hajóinak számozásából, de ez a "melléfogás" szándékos volt. Valójában a CV-35 egy Essex osztályú hordozóé lett volna, amelyet Reprisalnak neveztek el, ám építése abbamaradt 1945-ben, a második világháború végén, majd 1949-ben szét is szerelték.
Összesen hat olyan USN hajó szerepelt a sorozatban, melyeket az eredeti nevükön hagytak meg: USS Hornet (CV-12), USS Coral Sea (CV-43), USS Kitty Hawk (CV-63), USS America (CV-66), USS Theodore Roosevelt (CVN-71), és USS Belknap (CG-26).
A Kitty Hawk neve felbukkan egy harmadik évadbeli epizódban, de a képernyőn sosem látjuk. Az America egy szintén harmadik évadbeli gyilkosság helyszínének ad otthont, bár a képekből ítélve ezek a jelenetek is a Forrestalon játszódtak (kiképző hordozóként a hajó Pensacolában állomásozott, így sokkal könnyebben hozzá lehetett férni a stáb szemszögéből). A Rooseveltről készült felvétel az első évadban azonban eredeti. A harmadik évad első epizódjában szereplő szellemhajó a Hornet volt; ez a hajó éppen akkor állomásozott az Alameda Tengerészeti Légi Bázison, múzeumba adása előtt. A történeti szál egy része a Hornet sorsáról szól. Azt sugallja (de nem mondja ki nyilvánvalóan), hogy súlyos sérülései miatt leselejtezték, valójában azonban nemzeti látványosságként állították ki. A történetben az áll, hogy a kettős hajótestet egy torpedótalálat miatt belülről kellett kivágni, hogy megjavítsák azt, azonban ez is pusztán a film kitalációja.
A Hornet sosem szenvedett el torpedó okozta sérüléseket tengerészeti szolgálata során. Azok a hajók, melyek igen, a következők voltak: a USS Lexington (CV-2), a USS Yorktown (CV-5), a USS Wasp (CV-7), a USS Saratoga (CV-3), és a USS Intrepid (CV-11). A Lexington, a Wasp és a Yorktown el is süllyedt a torpedóktól (az első kettő pluszban bombatalálatokat is kapott), a Saratoga azonban túlélte a sérüléseket, de e hajó felépítése teljesen eltér az Essex osztályúaktól. Az Intrepidet egy levegőből dobott torpedó találta el, a robbanás a hátsó, egyrétegű hajótestet érte. Így a sorozatban leírt technológia sosem történt meg, bár gyakorlatilag kivitelezhető lenne egy Essex osztályú hordozóhajón.
A Coral Sea is szerepel egy harmadik és egy negyedik évadbeli epizódban, ám abban az időben, amikor a sorozat játszódik, a hajó már le volt selejtezve, tehát a készítők archív felvételeket használtak a '90-es évekből, illetőleg a többi jelenetet a Forrestalon forgatták le. A negyedik évadban a külső felvételek a Forrestalon, a fedélzeti képek közül néhány pedig az Enterprise-on készültek.
A Belknap neve szintén a negyedik évadban bukkan elő, mint a hatodik zászlóshajó; ezt a szerepet valóban be is töltötte 1986-tól 1994-ben történt visszavonásáig. A Belknap tehát a forgatás idején már visszavonult és selejtezésre várt, azonban a Coral Sea-vel ellentétben az összes külső felvételen tényleg az eredeti hajó szerepel, még visszavonása előtt.
A sorozatban megjelennek még Tarawa osztályú kétjáratú rohamhajók, Ticonderoga osztályú cirkálók, Arleigh Burke osztályú rombolók és Oliver Hazard Perry osztályú fregattok. Az egyik epizódban egy spanyol fregatt, az SPS Santa María (F81) helyettesít egy USN Perry osztályú hajót (erre utal a híd alá festett NATO szabvány "F 81" árbócszám, az Egyesült Államok által használt, csak számokból álló, a taton elhelyezett azonosító helyett).

## Spin-off-ok

### NCIS
2003-ban a JAG mintegy "megalapította" utódsorozatát, az NCIS-t, azzal a két részes epizóddal, amelyben Rabbet Singer hadnagy meggyilkolásával vádolják. A két rész ("Jégkirálynő" és "Olvadás") az NCIS csoportra összpontosított, a JAG karakterei mellékszereplőkként funkcionáltak. Míg a Becsületbeli ügyek elsődlegesen a tárgyalóteremben vívott csatákat ábrázolta, addig az NCIS inkább a helyszíni bűnügyi nyomozásokra fektette a hangsúlyt. Az utóbbi az elődtől eltérő történetmesélést használ, melyben több szerep jut a karakterhumornak.
Több, JAG-ben játszó színész is feltűnt a későbbi NCIS-epizódokban: Patrick Labyorteaux megtartotta Bud Roberts szerepét a "Hung Out to Dry" ("Mosatlan szennyes") című részben, Alicia Coppola pedig szintén a JAG-es Faith Coleman őrnagy szerepében tűnt föl néhány rész erejéig. Adam Baldwin mindkét műsorban játszott mint Michael Rainer őrnagy, egy Navy Seal, aki ellen beosztottja halála miatt emelnek vádat. Sean Murray, amás néven Timothy McGee különleges ügynök az NCIS-ben, két szerepet is játszott: Guitry alhadnagyot, a 4. évadbeli "Ártatlanság" című részben, valamint Danny Waldent, Chegwidden admirális egyik barátnőjének a fiát. Michael Bellisario, aki Mikey Robertset alakította a Becsületbeli ügyekben, az utódsorozatban is feltűnt mint Charles "Chip" Sterling törvényszéki technikussegéd; Steven Culp (Clayton Webb CIA-ügynök) pedig haditengerészeti parancsnokká változott az NCIS történetében.
Azt a kétrészes JAG-epizódot, melyben bemutatásra kerül a tengerészeti helyszínelők csapata, később újra adásra tűzték, mint egy hagyományos NCIS-epizódot, bár a sorozat DVD-kiadásában ez nem szerepel.

### NCIS: Los Angeles
Az NCIS utódsorozata, kezdetekor Chris O’Donnell, mint G. Callen megbízott különleges ügynök, LL Cool J, mint Sam Hanna helyszínelő ügynök, Peter Cambor, mint Nate Getz pszichológus, Linda Hunt, mint Hetty Lange műveleti felelős, Barrett Foa, mint Eric Beal technikus, Daniela Ruah, mint Kensi Blye különleges ügynök és Adam Jamal Craig, mint Dominic Vaile különleges ügynök. Rocky Carroll és Pauley Perrette megtartották eddigi szerepeiket (Leon Vance és Abby Sciuto). Louise Lombard eredetileg Clara Macy ellenőrző ügynök szerepét töltötte volna be, azonban a karaktere már nem jelent meg a pilot rész után.

## Fordítás
- Ez a szócikk részben vagy egészben  a   JAG (TV series) című angol Wikipédia-szócikk fordításán alapul.  Az eredeti cikk szerkesztőit annak laptörténete sorolja fel. Ez a jelzés csupán a megfogalmazás eredetét és a szerzői jogokat jelzi, nem szolgál a cikkben szereplő információk forrásmegjelöléseként.